# パスクォタンク郡 (ノースカロライナ州)
パスクォタンク郡（英: Pasquotank County、[ˈpæskwətænk] ( 音声ファイル)) ）は、アメリカ合衆国ノースカロライナ州の北東部に位置する郡である。2010年国勢調査での人口は43,587人であり、2000年の34,897人から24.9%増加した。郡庁所在地はエリザベスシティ市（人口18,683人）であり、同郡で人口最大かつ唯一の都市でもある。
パスクォタンク郡はエリザベスシティ小都市圏に属している。

## 郡政府
パスクォタンク郡は、地域自治体の組織であるアルベマール自治体委員会のメンバーである。

## 地理
アメリカ合衆国国勢調査局に拠れば、郡域全面積は289平方マイル (750 km2)であり、このうち陸地227平方マイル (590 km2)、水域は63平方マイル (160 km2)で水域率は21.61%である。
パスクォタンク郡のほぼ全ての地形はノースカロライナ州海岸平原の特徴である海面に近い平坦な地形である。東境にパスクォタンク川が流れ、郡名もこの川から採られた。西境はリトル川が流れている。

### 主要高規格道路
- アメリカ国道17号線
- アメリカ国道158号線
- ノースカロライナ州道344号線

### 隣接する郡
- カムデン郡 - 東
- パーキマンス郡 - 南西
- ゲイツ郡 - 北西

### 国立保護地域
- グレートディズマル湿地国立野生生物保護区（部分）

## 人口動態
以下は2010年国勢調査による人口統計データである。
| 基礎データ - 人口: 40,661人 - 世帯数: 13,907 世帯 - 家族数: 9,687 家族 - 人口密度: 59人/km2（154人/mi2） - 住居数: 14,289軒 - 住居密度: 24軒/km2（63軒/mi2） 人種別人口構成 - 白人: 56.7% - アフリカン・アメリカン: 37.8% - ネイティブ・アメリカン: 0.3% - アジア人: 1.1% - 太平洋諸島系: 0.0% - その他の人種: 1.8% - 混血: 2.2% - ヒスパニック・ラテン系: 4.0% | 年齢別人口構成 - 18歳未満: 24.9% - 18-24歳: 11.3% - 25-44歳: 28.4% - 45-64歳: 21.3% - 65歳以上: 14.1% - 年齢の中央値: 36歳 - 性比（女性100人あたり男性の人口） - 総人口: 93.8 - 18歳以上: 90.1 世帯と家族（対世帯数） - 18歳未満の子供がいる: 33.4% - 結婚・同居している夫婦: 50.4% - 未婚・離婚・死別女性が世帯主: 16.3% - 非家族世帯: 29.5% - 単身世帯: 25.4% - 65歳以上の老人1人暮らし: 14.4% - 平均構成人数 - 世帯: 2.52人 - 家族: 3.01人 | 収入と家計 - 収入の中央値 - 世帯: 30,444米ドル - 家族: 36,402米ドル - 性別 - 男性: 30,072米ドル - 女性: 21,652米ドル - 人口1人あたり収入: 14,815米ドル - 貧困線以下 - 対人口: 18.4% - 対家族数: 15.5% - 18歳未満: 25.5% - 65歳以上: 17.9% |

## 都市と町

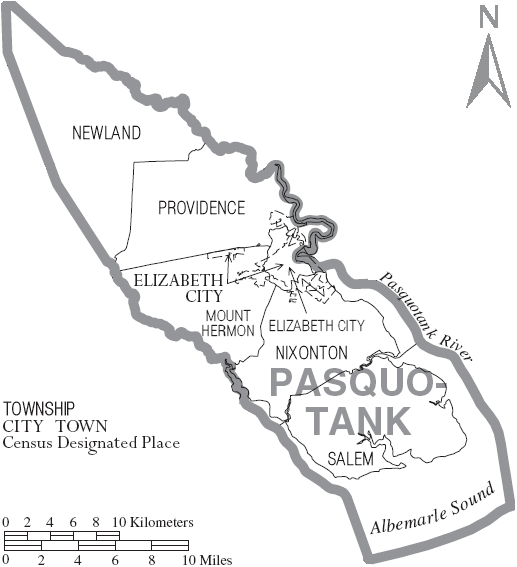
パスクォタンク郡の自治体と郡区

- エリザベスシティ - 郡庁所在地
- ニクソントン
- ウィークスビル

## 教育
- アルバメール・カレッジ
- エリザベスシティ州立大学
- ミッド・アトランティック・クリスチャン大学